# بيتر ميلر (لاعب كرة قدم)
بيتر ميلر (بالإنجليزية: Peter Millar)‏ (21 أبريل 1951 في المملكة المتحدة - 17 يونيو 2013) هو لاعب كرة قدم بريطاني في مركز الوسط. لعب مع دونفرملين أثلتيك ونادي دندي ونادي ماذرويل وكليفلاند فورس ‏ ونادي اربوراث وفينكس إنفيرنو ‏ ورابطة كرة القدم الاسكتلندية الحادية عشر ‏.

## وصلات خارجية
- بيتر ميلر على موقع قاعدة بيانات كرة القدم.إي يو (الإنجليزية)